# Alisha Tatham
Alisha Ann-Marie Tatham (East York, 14 ottobre 1986) è un'ex cestista canadese.
È la sorella di Tamara Tatham.

## Carriera
Con il Canada i Campionati mondiali del 2010, i Campionati americani del 2011 e i Giochi olimpici di Londra 2012.